# Granatspitzkees
Granatspitzkees är en glaciär i Österrike. Den ligger i förbundslandet Tyrolen, i den centrala delen av landet. Granatspitzkees ligger cirka 2 800 meter över havet.
Den högsta punkten i närheten är Granatspitz, 3 086 meter över havet, nordväst om Granatspitzkees.
Trakten runt Granatspitzkees består i huvudsak av alpin tundra.